# Liste des membres du Temple de la renommée du hockey
La liste des membres du Temple de la renommée du hockey présente l'ensemble des personnalités membres du Temple de la renommée du hockey. Ces membres sont admis soit au titre de joueur, soit au titre d'arbitre, soit au titre de bâtisseur ; un bâtisseur (en anglais builder) est une personne considérée comme ayant favorisé le développement du sport par son action.
La majorité des membres du temple de la renommée du hockey est d'origine canadienne même si toutes les nationalités peuvent en faire partie. En 2023, seuls 50 joueurs/euses sont d'origine non-canadienne :
- Australie : Thomas Dunderdale
- Angleterre : Joseph Hall
- Belgique : Paul Loicq
- Écosse : Charles Gardiner
- États-Unis : Hobart Baker, Francis Brimsek, Harry Burch, Chris Chelios, Frank Goheen, Silas Griffis, Phillip Housley, Brett Hull, Patrick LaFontaine, Brian Leetch, Catherine Granato, Michael Modano, Joseph Mullen, Angela Ruggiero, Thomas Barrasso, Mark Howe, Natalie Darwitz, Jeremy Roenick, Krissy Wendell-Pohl
- Finlande : Jari Kurri, Riikka Sallinen et Teemu Selänne
- Irlande du Nord : Geraldine Heaney
- République tchèque : Dominik Hašek
- Russie : Pavel Boure, Sergueï Fiodorov, Viatcheslav Fetissov, Aleksandr Iakouchev, Valeri Kharlamov, Sergueï Makarov, Vladislav Tretiak et Sergueï Zoubov
- Slovaquie : Marián Hossa, Stanley Mikita et Peter Šťastný
- Suède : Daniel Alfredsson, Peter Forsberg, Nicklas Lidström, Börje Salming, Daniel Sedin, Henrik Sedin, Mats Sundin, Henrik Lundqvist
- Taipei chinois : Rodney Langway
- Tchécoslovaquie : Václav Nedomanský

Bien que le temple accueille ses premiers membres dès 1945, la première cérémonie d'admission au temple de la renommée n'a lieu qu'en 1959. Les dates représentent l'année où la personnalité fut intronisée.
| Année | Nom                              | Nom complet                                                        | Catégorie |
| ----- | -------------------------------- | ------------------------------------------------------------------ | --------- |
| 1945  | Baker, Hobey                     | Hobart Amery Hare Baker                                            | Joueur    |
| 1945  | Gardiner, Charlie                | Charles Robert Gardiner                                            | Joueur    |
| 1945  | Gerard, Eddie                    | Edward George Gerard                                               | Joueur    |
| 1945  | McGee, Frank                     | Francis McGee                                                      | Joueur    |
| 1945  | Montagu, Sir Allan               |                                                                    | Bâtisseur |
| 1945  | Morenz, Howie                    | Howart William Morenz                                              | Joueur    |
| 1945  | Phillips, Tommy                  | Thomas N. Phillips                                                 | Joueur    |
| 1945  | Pulford, Harvey                  |                                                                    | Joueur    |
| 1945  | Stanley, Frederick               | Frederick Stanley, 16e comte de Derby 1er baron Stanley de Preston | Bâtisseur |
| 1945  | Stuart, Hod                      | William Hodgson Stuart                                             | Joueur    |
| 1945  | Vézina, Georges                  |                                                                    | Joueur    |
| 1947, | Bowie, Dubbie                    | Russell George Alexander Bowie                                     | Joueur    |
| 1947, | Calder, Frank                    |                                                                    | Bâtisseur |
| 1947, | Clapper, Dit                     | Aubrey Victor Clapper                                              | Joueur    |
| 1947, | Hewitt, William                  | William Abraham Hewitt                                             | Bâtisseur |
| 1947, | Joliat, Aurèle                   | Aurèle Émile Joliat                                                | Joueur    |
| 1947, | Nelson, Francis                  |                                                                    | Bâtisseur |
| 1947, | Nighbor, Frank                   | Julius Francis Nighbor                                             | Joueur    |
| 1947, | Northey, William                 | William M. Northey                                                 | Bâtisseur |
| 1947, | Patrick, Lester                  |                                                                    | Joueur    |
| 1947, | Robertson, John Ross             |                                                                    | Bâtisseur |
| 1947, | Robinson, Claude                 | Claude C. Robinson                                                 | Bâtisseur |
| 1947, | Shore, Eddie                     | Edward William Shore                                               | Joueur    |
| 1947, | Sutherland, James                | Cap. James T. Sutherland                                           | Bâtisseur |
| 1947, | Taylor, Cyclone                  | Frederick Taylor                                                   | Joueur    |
| 1949, | Bain, Dan                        | Donald Henderson Bain                                              | Joueur    |
| 1949, | Ross, Art                        | Arthur Howey Ross                                                  | Joueur    |
| 1950  | Davidson, Scotty                 | Allan M. Davidson                                                  | Joueur    |
| 1950  | Drinkwater, Graham               | Charles Graham Drinkwater                                          | Joueur    |
| 1950  | Grant, Mike                      | Michael Grant                                                      | Joueur    |
| 1950  | Griffis, Silas                   | Silas Seth Griffis                                                 | Joueur    |
| 1950  | Lalonde, Édouard « Newsy »       |                                                                    | Joueur    |
| 1950  | Malone, Joe                      | Maurice Joseph Malone                                              | Joueur    |
| 1950  | Patrick, Frank                   | Francis Alexis Patrick                                             | Bâtisseur |
| 1950  | Richardson, George               |                                                                    | Joueur    |
| 1950  | Trihey, Harry                    | Henry Judah Trihey                                                 | Joueur    |
| 1952  | Boon, Dickie                     | Richard Robinson Boon                                              | Joueur    |
| 1952  | Cook, Bill                       | William Cook                                                       | Joueur    |
| 1952  | Goheen, Moose                    | Frank Xavier Goheen                                                | Joueur    |
| 1952  | Johnson, Moose                   | Ernest Johnson                                                     | Joueur    |
| 1952  | MacKay, Mickey                   | Duncan McMillan MacKay                                             | Joueur    |
| 1952  | Stewart, Nels                    | Nelson Stewart                                                     | Joueur    |
| 1958  | Boucher, Frank                   | François-Xavier Boucher                                            | Joueur    |
| 1958  | Clancy, King                     | Francis Michael Clancy                                             | Joueur    |
| 1958  | Cleghorn, Sprague                | Sprague Horace Cleghorn                                            | Joueur    |
| 1958  | Connell, Alex                    |                                                                    | Joueur    |
| 1958  | Dudley, George S.                |                                                                    | Bâtisseur |
| 1958  | Dutton, Red                      | Mervyn Dutton                                                      | Joueur    |
| 1958  | Foyston, Frank                   | Frank C. Foyston                                                   | Joueur    |
| 1958  | Fredrickson, Frank               |                                                                    | Joueur    |
| 1958  | Gardiner, Herb                   | Herbert Martin Gardiner                                            | Joueur    |
| 1958  | Hay, George                      | George William Hay                                                 | Joueur    |
| 1958  | Irvin, Dick                      | James Dickenson Irvin                                              | Joueur    |
| 1958  | Johnson, Ching                   | Ivan Wilfred Johnson                                               | Joueur    |
| 1958  | Keats, Duke                      | Gordon Blanchard Keats                                             | Joueur    |
| 1958  | Lehman, Hugie                    | Frederick Hugh Lehman                                              | Joueur    |
| 1958  | McNamara, George                 |                                                                    | Joueur    |
| 1958  | Moran, Paddy                     | Patrick Joseph Moran                                               | Joueur    |
| 1958  | Norris, James                    | James Norris Senior                                                | Bâtisseur |
| 1958  | Pickard, Allan                   | Allan W. Pickard                                                   | Bâtisseur |
| 1958  | Raymond, Donat                   | Sénateur Donat Raymond                                             | Bâtisseur |
| 1958  | Smythe, Conn                     | Constantine Falkland Kerry Smythe                                  | Bâtisseur |
| 1958  | Turner, Lloyd                    |                                                                    | Bâtisseur |
| 1959  | Adams, Jack                      | John James Adams                                                   | Joueur    |
| 1959  | Denneny, Cy                      | Cyril Joseph Denneny                                               | Joueur    |
| 1959  | Thompson, Tiny                   | Cecil R. Thompson                                                  | Joueur    |
| 1960  | Adams, Charles F.                |                                                                    | Bâtisseur |
| 1960  | Boucher, Buck                    | John George Boucher                                                | Joueur    |
| 1960  | Kilpatrick, John                 | Général John Reed Kilpatrick                                       | Bâtisseur |
| 1960  | Mantha, Sylvio                   |                                                                    | Joueur    |
| 1960  | Selke, Frank J.                  | Francis Joseph Aloysius Selke                                      | Bâtisseur |
| 1960  | Walker, Jack                     | John Phillip Walker                                                | Joueur    |
| 1961  | Apps, Syl                        | Charles Joseph Sylvanus Apps                                       | Joueur    |
| 1961  | Brown, George V.                 |                                                                    | Bâtisseur |
| 1961  | Conacher, Charlie                | Charles William Conacher                                           | Joueur    |
| 1961  | Day, Hap                         | Clarence Day                                                       | Joueur    |
| 1961  | Elliott, Chaucer                 | E.S. Elliott                                                       | Arbitre   |
| 1961  | Hainsworth, George               |                                                                    | Joueur    |
| 1961  | Hall, Joe                        | Joseph Henry Hall                                                  | Joueur    |
| 1961  | Ion, Mickey                      | Fred Jl. Ion                                                       | Arbitre   |
| 1961  | LeSueur, Percy                   | Percivale St-Helier LeSueur                                        | Joueur    |
| 1961  | Loicq, Paul                      |                                                                    | Bâtisseur |
| 1961  | Rankin, Frank                    |                                                                    | Joueur    |
| 1961  | Richard, Maurice                 | Joseph Henri Maurice Richard                                       | Joueur    |
| 1961  | Schmidt, Milt                    | Milton Conrad Schmidt                                              | Joueur    |
| 1961  | Seibert, Oliver                  | Oliver Levi Seibert                                                | Joueur    |
| 1961  | Smeaton, Cooper                  | J. Cooper Smeaton                                                  | Arbitre   |
| 1961  | Stuart, Bruce                    |                                                                    | Joueur    |
| 1961  | Waghorne, Fred                   | Fred C. Waghorne                                                   | Bâtisseur |
| 1962  | Ahearn, Frank                    | Franklin Thomas Ahearn                                             | Bâtisseur |
| 1962  | Broadbent, Punch                 | Harry Lawton Broadbent                                             | Joueur    |
| 1962  | Brown, Walter                    | Walter A. Brown                                                    | Bâtisseur |
| 1962  | Hume, Fred J.                    | Fred J. Hume                                                       | Bâtisseur |
| 1962  | Hyland, Harry                    | Harrold M. Hyland                                                  | Joueur    |
| 1962  | Maxwell, Steamer                 | Fred G. Maxwell                                                    | Joueur    |
| 1962  | Noble, Reg                       | Edward Reginald Noble                                              | Joueur    |
| 1962  | Norris, James D.                 | James Dougan Norris                                                | Bâtisseur |
| 1962  | O'Brien, John Ambrose            |                                                                    | Bâtisseur |
| 1962  | Rodden, Mike                     | Michael J. Rodden                                                  | Arbitre   |
| 1962  | Schriner, Sweeney                | David Schriner                                                     | Joueur    |
| 1962  | Smith, Alf                       | Alfred E. Smith                                                    | Joueur    |
| 1962  | Smith, Frank                     | Frank D. Smith                                                     | Bâtisseur |
| 1963  | Cameron, Harry                   | Harold Hugh Cameron                                                | Joueur    |
| 1963  | Crawford, Rusty                  | Samuel Russell Crawford                                            | Joueur    |
| 1963  | Dandurand, Léo                   | Joseph Viateur Dandurand                                           | Bâtisseur |
| 1963  | Darragh, Jack                    | John Proctor Darragh                                               | Joueur    |
| 1963  | Gardner, Jimmy                   | James Henry Gardner                                                | Joueur    |
| 1963  | Gilmour, Billy                   | Hamilton Livingstone Gilmour                                       | Joueur    |
| 1963  | Goodfellow, Ebbie                | Ebenezer Ralston Goodfellow                                        | Joueur    |
| 1963  | Gorman, Tommy                    | Thomas Patrick Gorman                                              | Bâtisseur |
| 1963  | Green, Shorty                    | Wilfred Thomas Green                                               | Joueur    |
| 1963  | Hern, Riley                      | William Milton Hern                                                | Joueur    |
| 1963  | Hewiston, Bobby                  | Robert W. Hewiston                                                 | Arbitre   |
| 1963  | Hooper, Tom                      | Charles Thomas Hooper                                              | Joueur    |
| 1963  | Hutton, Bouse                    | John Bower Hutton                                                  | Joueur    |
| 1963  | Laviolette, Jean-Baptiste        |                                                                    | Joueur    |
| 1963  | McGimsie, Billy                  | William George McGimsie                                            | Joueur    |
| 1963  | McLaughlin, Frederic             | Major Frederic McLaughlin                                          | Bâtisseur |
| 1963  | Pitre, Didier                    |                                                                    | Joueur    |
| 1963  | Primeau, Joe                     | A. Joseph Primeau                                                  | Joueur    |
| 1963  | Ruttan, Jack                     | Jack D. Ruttan                                                     | Joueur    |
| 1963  | Seibert, Earl                    | Earl Walter Siebert                                                | Joueur    |
| 1963  | Simpson, Bullet Joe              | Harold Joseph Simpson                                              | Joueur    |
| 1963  | Stanley, Barney                  | Russell Stanley                                                    | Joueur    |
| 1963  | Walsh, Marty                     | Martin Walsh                                                       | Joueur    |
| 1963  | Watson, Harry                    | Harold Ellis Watson                                                | Joueur    |
| 1963  | Westwick, Harry « Rat »          | Harry Westwick                                                     | Joueur    |
| 1963  | Whitcroft, Fred                  | Frederick Whitcroft                                                | Joueur    |
| 1963  | Wilson, Phat                     | Gordon Allan Wilson                                                | Joueur    |
| 1964  | Bentley, Doug                    | Douglas Wagner Bentley                                             | Joueur    |
| 1964  | Campbell, Angus D.               |                                                                    | Bâtisseur |
| 1964  | Chadwick, Bill                   | William L. Chadwick                                                | Arbitre   |
| 1964  | Dilio, Frank                     |                                                                    | Bâtisseur |
| 1964  | Durnan, Bill                     | William Ronald Durnan                                              | Joueur    |
| 1964  | Siebert, Babe                    | Albert Charles Siebert                                             | Joueur    |
| 1964  | Stewart, Jack                    | John Sherratt Stewart                                              | Joueur    |
| 1965  | Barry, Marty                     | Martin James Barry                                                 | Joueur    |
| 1965  | Benedict, Clint                  | Clinton Stevenson Benedict                                         | Joueur    |
| 1965  | Farrell, Arthur                  | Arthur F. Farrell                                                  | Joueur    |
| 1965  | Hewitt, Foster                   | Foster W. Hewitt                                                   | Bâtisseur |
| 1965  | Horner, Red                      | George Reginald Horner                                             | Joueur    |
| 1965  | Howe, Syd                        | Sydney Harris Howe                                                 | Joueur    |
| 1965  | Lockhart, Tommy                  | Thomas F. Lockhart                                                 | Bâtisseur |
| 1965  | Marshall, Jack                   | John C. Marshall                                                   | Joueur    |
| 1965  | Mosienko, Bill                   | William Mosienko                                                   | Joueur    |
| 1965  | Russel, Blair                    |                                                                    | Joueur    |
| 1965  | Russell, Ernie                   | Ernest Russell                                                     | Joueur    |
| 1965  | Scanlan, Fred                    | Fredrick Scanlan                                                   | Joueur    |
| 1966  | Bentley, Max                     | Maxwell Herbert Lloyd Bentley                                      | Joueur    |
| 1966  | Blake, Toe                       | Joseph Hector Blake                                                | Joueur    |
| 1966  | Bouchard, Émile                  | Émile Joseph « Butch » Bouchard                                    | Joueur    |
| 1966  | Brimsek, Frank                   | Francis Charles Brimsek                                            | Joueur    |
| 1966  | Campbell, Clarence S.            |                                                                    | Bâtisseur |
| 1966  | Kennedy, Ted                     | Theodore Samuel Kennedy                                            | Joueur    |
| 1966  | Lach, Elmer                      | Elmer James Lach                                                   | Joueur    |
| 1966  | Lindsay, Ted                     | Robert Blake Theodore Lindsay                                      | Joueur    |
| 1966  | Pratt, Babe                      | Walter Pratt                                                       | Joueur    |
| 1966  | Reardon, Ken                     | Kenneth Joseph Reardon                                             | Joueur    |
| 1967  | Broda, Turk                      | Walter Edward Broda                                                | Joueur    |
| 1967  | Colville, Neil                   | Neil McNeil Colville                                               | Joueur    |
| 1967  | Oliver, Harry                    | Harold Oliver                                                      | Joueur    |
| 1967  | Storey, Red                      | Roy Alvin Storey                                                   | Arbitre   |
| 1968  | Cowley, Bill                     | William Mailes Cowley                                              | Joueur    |
| 1968  | Dunn, Jimmy                      | James A. Dunn                                                      | Bâtisseur |
| 1968  | Hendy, Jim                       | James C. V. Hendy                                                  | Bâtisseur |
| 1969  | Abel, Sid                        | Sidney Gerald Abel                                                 | Joueur    |
| 1969  | Hextall, Bryan                   | Bryan Aldwyn Hextall                                               | Joueur    |
| 1969  | Kelly, Red                       | Leonard Patrick Kelly                                              | Joueur    |
| 1969  | Leader, Al                       | George Alfred Leader                                               | Bâtisseur |
| 1969  | Norris, Bruce                    | Bruce A. Norris                                                    | Bâtisseur |
| 1969  | Worters Roy                      |                                                                    | Joueur    |
| 1970  | Dye, Babe                        | Cecil Henry Dye                                                    | Joueur    |
| 1970  | Gadsby, Bill                     | William Alexander Gadsby                                           | Joueur    |
| 1970  | Johnson, Tom                     | Thomas Christian Johnson                                           | Joueur    |
| 1970  | LeBel, Bob                       | Robert LeBel                                                       | Bâtisseur |
| 1971  | Jackson, Busher                  | Harvey Jackson                                                     | Joueur    |
| 1971  | Roberts, Gordon                  |                                                                    | Joueur    |
| 1971  | Sawchuk, Terry                   | Terrance Gordon Sawchuk                                            | Joueur    |
| 1971  | Weiland, Cooney                  | Ralph Weiland                                                      | Joueur    |
| 1971  | Wirtz, Arthur                    | Arthur Michael Wirtz                                               | Bâtisseur |
| 1972  | Adams, Weston                    | Weston W. Adams                                                    | Bâtisseur |
| 1972  | Béliveau, Jean                   | Joseph Jean Arthur Béliveau                                        | Joueur    |
| 1972  | Geoffrion, Bernard « Boom Boom » | Bernard Joseph André Geoffrion                                     | Joueur    |
| 1972  | Holmes, Hap                      | Harry Holmes                                                       | Joueur    |
| 1972  | Howe, Gordie                     | Gordon Howe                                                        | Joueur    |
| 1972  | Smith, Hooley                    | Reginald Smith                                                     | Joueur    |
| 1973  | Harvey, Doug                     | Douglas Norman Harvey                                              | Joueur    |
| 1973  | Molson, Hartland                 | Sén. Hartland de Montarville Molson                                | Bâtisseur |
| 1973  | Rayner, Chuck                    | Claude Earl Rayner                                                 | Joueur    |
| 1973  | Smith, Tommy                     | Thomas J. Smith                                                    | Joueur    |
| 1973  | Udvari, Frank                    | Frank Joseph Udvari                                                | Arbitre   |
| 1974  | Burch, Billy                     | Harry William Burch                                                | Joueur    |
| 1974  | Art Coulter                      | Arthur Edmund Coulter                                              | Joueur    |
| 1974  | Dunderdale, Thomas               |                                                                    | Joueur    |
| 1974  | Hay, Charles                     |                                                                    | Bâtisseur |
| 1974  | Ivan, Tommy                      | Thomas N. Ivan                                                     | Bâtisseur |
| 1974  | Moore, Dickie                    | Richard Winston Moore                                              | Joueur    |
| 1974  | Tarasov, Anatoly                 | Anatoly Wladimirowitsch Tarassov                                   | Bâtisseur |
| 1974  | Voss, Carl                       | Carl Potter Voss                                                   | Bâtisseur |
| 1975  | Armstrong, George                | George Edward Armstrong                                            | Joueur    |
| 1975  | Bailey, Ace                      | Irvine Wallace Bailey                                              | Joueur    |
| 1975  | Buckland, Frank                  |                                                                    | Bâtisseur |
| 1975  | Drillon, Gordie                  | Gordon Arthur Drillon                                              | Joueur    |
| 1975  | Hall, Glenn                      | Glenn Henry Hall                                                   | Joueur    |
| 1975  | Jennings, William                | William M. Jennings                                                | Bâtisseur |
| 1975  | Pilote, Pierre                   | Joseph Albert Pierre Paul Pilote                                   | Joueur    |
| 1976  | Bower, Johnny                    | John William Bower                                                 | Joueur    |
| 1976  | Gibson, Jack                     | Dr. John L. Gibson                                                 | Bâtisseur |
| 1976  | Quackenbush, Bill                | Hubert George Quackenbush                                          | Joueur    |
| 1976  | Ross, Philip D.                  | Philip D. Ross                                                     | Bâtisseur |
| 1976  | Wirtz, Bill                      | William W. Wirtz                                                   | Bâtisseur |
| 1977  | Ahearne, Bunny                   | John Francis Ahearne                                               | Bâtisseur |
| 1977  | Ballard, Harold                  | Edwin Harold Ballard                                               | Bâtisseur |
| 1977  | Cattarinich, Joseph              |                                                                    | Bâtisseur |
| 1977  | Delvecchio, Alex                 | Alexander Peter Delvecchio                                         | Joueur    |
| 1977  | Horton, Tim                      | Miles Gilbert Horton                                               | Joueur    |
| 1978  | Bathgate, Andy                   | Andrew James Bathgate                                              | Joueur    |
| 1978  | Bickell, John Paris              |                                                                    | Bâtisseur |
| 1978  | Plante, Jacques                  | Joseph Jacques Omer Plante                                         | Joueur    |
| 1978  | Pollock, Sam                     | Samuel Patterson Smyth Pollock                                     | Bâtisseur |
| 1978  | Pronovost, Marcel                |                                                                    | Joueur    |
| 1978  | Tutt, William                    | William Thayer Tutt                                                | Bâtisseur |
| 1979  | Howell, Harry                    | Henry Vernon Howell                                                | Joueur    |
| 1979  | Juckes, Gordon                   | Gordon W. Juckes                                                   | Bâtisseur |
| 1979  | Orr, Bobby                       | Robert Gordon Orr                                                  | Joueur    |
| 1979  | Richard, Henri                   | Joseph Henri Richard                                               | Joueur    |
| 1980  | Butterfield, Jack                | Jack A. Butterfield                                                | Bâtisseur |
| 1980  | Lumley, Harry                    |                                                                    | Joueur    |
| 1980  | Patrick, Lynn                    | Joseph Lynn Patrick                                                | Joueur    |
| 1980  | Worsley, Gump                    | Lorne John Worsley                                                 | Joueur    |
| 1981  | Ashley, John                     | John George Ashley                                                 | Arbitre   |
| 1981  | Bucyk, Johnny                    | John Paul Bucyk                                                    | Joueur    |
| 1981  | Mahovlich, Frank                 | Francis William Mahovlich                                          | Joueur    |
| 1981  | Stanley, Allan                   | Allan Herbert Stanley                                              | Joueur    |
| 1982  | Cournoyer, Yvan « Roadrunner »   | Yvan Serge Cournoyer                                               | Joueur    |
| 1982  | Francis, Emile P.                |                                                                    | Bâtisseur |
| 1982  | Gilbert, Rod                     | Rodrigue Gabriel Gilbert                                           | Joueur    |
| 1982  | Ullman, Norm                     | Norman Victor Alexander Ullman                                     | Joueur    |
| 1983  | Dryden, Ken                      | Kenneth Wayne Dryden                                               | Joueur    |
| 1983  | Hull, Bobby                      | Robert Marvin Hull                                                 | Joueur    |
| 1983  | Mikita, Stan                     | Stanley Mikita                                                     | Joueur    |
| 1983  | Sinden, Harry                    | Harry James Sinden                                                 | Bâtisseur |
| 1984  | Esposito, Phil                   | Philip Anthony Esposito                                            | Joueur    |
| 1984  | Imlach, Punch                    | George Imlach                                                      | Bâtisseur |
| 1984  | Lemaire, Jacques                 | Jacques Gérard Lemaire                                             | Joueur    |
| 1984  | Milford, Jack                    | John Calverley Milford                                             | Bâtisseur |
| 1984  | Parent, Bernard                  | Bernard Marcel Parent                                              | Joueur    |
| 1985  | Cheevers, Gerry                  | Gerald Michael Cheevers                                            | Joueur    |
| 1985  | Mariucci, John                   |                                                                    | Bâtisseur |
| 1985  | Olmstead, Bert                   | Murray Bert Olmstead                                               | Joueur    |
| 1985  | Pilous, Rudy                     |                                                                    | Bâtisseur |
| 1985  | Ratelle, Jean                    | Joseph Gilbert Yvon Ratelle                                        | Joueur    |
| 1986  | Boivin, Leo                      | Leo Joseph Boivin                                                  | Joueur    |
| 1986  | Hanley, Bill                     | William Hanley                                                     | Bâtisseur |
| 1986  | Keon, Dave                       | David Michael Keon                                                 | Joueur    |
| 1986  | Savard, Serge                    | Serge Aubrey Savard                                                | Joueur    |
| 1987  | Clarke, Bobby                    | Robert Earle Clarke                                                | Joueur    |
| 1987  | Giacomin, Ed                     | Edward Giacomin                                                    | Joueur    |
| 1987  | Laperrière, Jacques              | Joseph Jacques Hughes Laperrière                                   | Joueur    |
| 1987  | Pavelich, Matt                   | Matt I. Pavelich                                                   | Arbitre   |
| 1987  | Ziegler, John                    | John A. Ziegler Junior                                             | Bâtisseur |
| 1988  | Esposito, Tony                   | Anthony James Esposito                                             | Joueur    |
| 1988  | Hayes, George                    |                                                                    | Arbitre   |
| 1988  | Lafleur, Guy                     | Guy Damien Lafleur                                                 | Joueur    |
| 1988  | O'Connor, Buddy                  | Herbert William O'Connor                                           | Joueur    |
| 1988  | Park, Brad                       | Douglas Bradford Park                                              | Joueur    |
| 1988  | Snider, Ed                       | Edward M. Snider                                                   | Bâtisseur |
| 1989  | Bauer, Père David                | David William Bauer                                                | Bâtisseur |
| 1989  | Eagleson, Alan                   |                                                                    | Bâtisseur |
| 1989  | Lewis, Herbie                    | Herbert Lewis                                                      | Joueur    |
| 1989  | Sittler, Darryl                  | Darryl Glen Sittler                                                | Joueur    |
| 1989  | Tretiak, Vladislav               | Vladislav Aleksandrovich Tretiak                                   | Joueur    |
| 1990  | Barber, Bill                     | William Charles Barber                                             | Joueur    |
| 1990  | Flaman, Fern                     | Ferdinand Charles Flaman                                           | Joueur    |
| 1990  | Perreault, Gilbert               |                                                                    | Joueur    |
| 1990  | Poile, Bud                       | Norman Robert Poile                                                | Bâtisseur |
| 1991  | Armstrong, Neil P.               |                                                                    | Arbitre   |
| 1991  | Bossy, Mike                      | Michael Dean Bossy                                                 | Joueur    |
| 1991  | Bowman, Scotty                   | William Scott Bowman                                               | Bâtisseur |
| 1991  | Potvin, Denis                    | Denis Charles Potvin                                               | Joueur    |
| 1991  | Pulford, Bob                     | Robert Jesse Pulford                                               | Joueur    |
| 1991  | Smith, Clint                     | Clinton James Smith                                                | Joueur    |
| 1992  | Allen, Keith                     | Courtney Keith Allen                                               | Bâtisseur |
| 1992  | Dionne, Marcel                   | Marcel Elphege Dionne                                              | Joueur    |
| 1992  | Dumart, Woody                    | Woodrow Wilson Clarence Dumart                                     | Joueur    |
| 1992  | Gainey, Bob                      | Robert Michael Gainey                                              | Joueur    |
| 1992  | Johnson, Bob                     | Robert Johnson                                                     | Bâtisseur |
| 1992  | Mathers, Frank                   | Frank Sidney Mathers                                               | Bâtisseur |
| 1992  | McDonald, Lanny                  | Lanny King McDonald                                                | Joueur    |
| 1993  | D'Amico, John                    |                                                                    | Arbitre   |
| 1993  | Griffiths, Frank                 | Frank A. Griffiths                                                 | Bâtisseur |
| 1993  | Knox, Seymor                     | Seymour H. Knox III                                                | Bâtisseur |
| 1993  | Lapointe, Guy                    | Guy Gérard Lapointe                                                | Joueur    |
| 1993  | Laprade, Edgar                   | Edgar Louis Laprade                                                | Joueur    |
| 1993  | Page, Fred                       | Frederick Page                                                     | Bâtisseur |
| 1993  | Shutt, Steve                     | Stephen John Shutt                                                 | Joueur    |
| 1993  | Smith, Billy                     | William John Smith                                                 | Joueur    |
| 1994  | Conacher, Lionel                 | Lionel Pretoria Conacher                                           | Joueur    |
| 1994  | O'Neill, Brian                   | Brian Francis O'Neill                                              | Bâtisseur |
| 1994  | Watson, Harry                    | Harry Percival Watson                                              | Joueur    |
| 1995  | Cook, Bun                        | Frederick Joseph Cook                                              | Joueur    |
| 1995  | Robinson, Larry                  | Larry Clark Robinson                                               | Joueur    |
| 1995  | Sabetski, Gunther                | Dr. Gunther Sabetzki                                               | Bâtisseur |
| 1995  | Torrey, Bill                     |                                                                    | Bâtisseur |
| 1996  | Arbour, Al                       | Alger Joseph Arbour                                                | Bâtisseur |
| 1996  | Bauer, Bobby                     | Robert Theodore Bauer                                              | Joueur    |
| 1996  | Salming, Börje                   | Anders Börje Salming                                               | Joueur    |
| 1997  | Lemieux, Mario                   |                                                                    | Joueur    |
| 1997  | Sather, Glen                     | Glen Cameron Sather                                                | Bâtisseur |
| 1997  | Trottier, Bryan                  | Bryan John Trottier                                                | Joueur    |
| 1998  | Conacher, Roy                    | Roy Gordon Conacher                                                | Joueur    |
| 1998  | Goulet, Michel                   |                                                                    | Joueur    |
| 1998  | Murray, Athol                    | Monseigneur Athol Murray                                           | Bâtisseur |
| 1998  | Šťastný, Peter                   |                                                                    | Joueur    |
| 1999  | Gretzky, Wayne                   | Wayne Douglas Gretzky                                              | Joueur    |
| 1999  | Morrison, Scotty                 | Ian Morrison                                                       | Bâtisseur |
| 1999  | Van Hellemond, Andy              |                                                                    | Arbitre   |
| 2000  | Bush, Walter                     | Walter L. Busch jr.                                                | Bâtisseur |
| 2000  | Mullen, Joe                      | Joseph Mullen                                                      | Joueur    |
| 2000  | Savard, Denis                    | Denis Joseph Savard                                                | Joueur    |
| 2001  | Fetissov, Viatcheslav            | Viatcheslav Aleksandrovitch Fetissov                               | Joueur    |
| 2001  | Gartner, Mike                    | Michael Alfred Gartner                                             | Joueur    |
| 2001  | Hawerchuk, Dale                  |                                                                    | Joueur    |
| 2001  | Kurri, Jari                      | Jari Pekka Kurri                                                   | Joueur    |
| 2001  | Patrick, Craig                   |                                                                    | Bâtisseur |
| 2002  | Federko, Bernie                  | Bernard Allan Federko                                              | Joueur    |
| 2002  | Gillies, Clark                   |                                                                    | Joueur    |
| 2002  | Langway, Rod                     | Rod Corry Langway                                                  | Joueur    |
| 2002  | Neilson, Roger                   | Roger Paul Neilson                                                 | Bâtisseur |
| 2003  | Fuhr, Grant                      | Grant Scott Fuhr                                                   | Joueur    |
| 2003  | Ilitch, Mike                     | Michael Ilitch                                                     | Bâtisseur |
| 2003  | Kilrea, Brian                    | Brian Blair Kilrea                                                 | Bâtisseur |
| 2003  | LaFontaine, Pat                  | Patrick LaFontaine                                                 | Joueur    |
| 2004  | Bourque, Raymond                 | Raymond Jean Bourque                                               | Joueur    |
| 2004  | Coffey, Paul                     | Paul Douglas Coffey                                                | Joueur    |
| 2004  | Fletcher, Cliff                  |                                                                    | Bâtisseur |
| 2004  | Murphy, Larry                    | Lawrence Thomas Murphy                                             | Joueur    |
| 2005  | Costello, Murray                 |                                                                    | Bâtisseur |
| 2005  | Kharlamov, Valeri                | Valeri Borisovitch Kharlamov                                       | Joueur    |
| 2005  | Neely, Cam                       | Cameron Michael Neely                                              | Joueur    |
| 2006  | Brooks, Herb                     | Herbert Paul Brooks                                                | Bâtisseur |
| 2006  | Duff, Dick                       | Richard Duff                                                       | Joueur    |
| 2006  | Hotchkiss, Harley                |                                                                    | Bâtisseur |
| 2006  | Roy, Patrick                     |                                                                    | Joueur    |
| 2007  | Francis, Ron                     | Ronald Michael Francis junior                                      | Joueur    |
| 2007  | Gregory, Jim                     | James M. Gregory                                                   | Bâtisseur |
| 2007  | MacInnis, Al                     | Allan MacInnis                                                     | Joueur    |
| 2007  | Messier, Mark                    | Mark John Douglas Messier                                          | Joueur    |
| 2007  | Stevens, Scott                   | Ronald Scott Stevens                                               | Joueur    |
| 2008  | Anderson, Glenn                  | Glenn Christopher Anderson                                         | Joueur    |
| 2008  | Chynoweth, Ed                    |                                                                    | Bâtisseur |
| 2008  | Larionov, Igor                   | Igor Nikolayevich Larionov                                         | Joueur    |
| 2008  | Scapinello, Ray                  |                                                                    | Arbitre   |
| 2009  | Hull, Brett                      | Brett Andrew Hull                                                  | Joueur    |
| 2009  | Lamoriello, Lou                  | Louis Lamoriello                                                   | Bâtisseur |
| 2009  | Leetch, Brian                    |                                                                    | Joueur    |
| 2009  | Robitaille, Luc                  |                                                                    | Joueur    |
| 2009  | Yzerman, Steve                   | Stephen Gregory Yzerman                                            | Joueur    |
| 2010  | Granato, Cammi                   | Catherine Cammi Granato                                            | Joueuse   |
| 2010  | Ciccarelli, Dino                 |                                                                    | Joueur    |
| 2010  | Devellano, Jim                   |                                                                    | Bâtisseur |
| 2010  | James, Angela                    |                                                                    | Joueuse   |
| 2010  | Seaman, Doc                      | Daryl « Doc » Seaman                                               | Bâtisseur |
| 2011  | Belfour, Ed                      | Edward John Belfour                                                | Joueur    |
| 2011  | Gilmour, Doug                    | Douglas Robert Gilmour                                             | Joueur    |
| 2011  | Howe, Mark                       | Mark Steven Howe                                                   | Joueur    |
| 2011  | Nieuwendyk, Joe                  | Joseph Nieuwendyk                                                  | Joueur    |
| 2012  | Boure, Pavel                     | Pavel Vladimirovitch Boure                                         | Joueur    |
| 2012  | Oates, Adam                      |                                                                    | Joueur    |
| 2012  | Sakic, Joe                       | Joseph Steve Sakic                                                 | Joueur    |
| 2012  | Sundin, Mats                     | Mats Johan Sundin                                                  | Joueur    |
| 2013  | Chelios, Chris                   | Christos Kostas Tselios                                            | Joueur    |
| 2013  | Heaney, Geraldine                |                                                                    | Joueuse   |
| 2013  | Niedermayer, Scott               |                                                                    | Joueur    |
| 2013  | Shanahan, Brendan                | Brendan Frederick Shanahan                                         | Joueur    |
| 2013  | Shero, Fred                      | Frederick Alexander Shero                                          | Bâtisseur |
| 2014  | Blake, Rob                       | Robert Bowlby Blake                                                | Joueur    |
| 2014  | Burns, Pat                       | Patrice John Joseph Burns                                          | Bâtisseur |
| 2014  | Forsberg, Peter                  | Peter Mattias Forsberg                                             | Joueur    |
| 2014  | Hašek, Dominik                   |                                                                    | Joueur    |
| 2014  | McCreary, Bill                   | William McCreary                                                   | Arbitre   |
| 2014  | Modano, Mike                     | Michael Thomas Modano, Jr.                                         | Joueur    |
| 2015  | Fiodorov, Sergueï                | Sergueï Viktorovitch Fiodorov                                      | Joueur    |
| 2015  | Hay, Bill                        | William Charles Hay                                                | Bâtisseur |
| 2015  | Housley, Phil                    | Phillip Francis Housley                                            | Joueur    |
| 2015  | Karmanos, Jr., Peter             | Peter Karmanos, Jr.                                                | Bâtisseur |
| 2015  | Lidström, Nicklas                | Nicklas Erik Lidström                                              | Joueur    |
| 2015  | Pronger, Chris                   | Christopher Pronger                                                | Joueur    |
| 2015  | Ruggiero, Angela                 | Angela Marie Ruggiero                                              | Joueuse   |
| 2016  | Lindros, Eric                    | Eric Bryan Lindros                                                 | Joueur    |
| 2016  | Makarov, Sergueï                 | Sergueï Mikhaïlovitch Makarov                                      | Joueur    |
| 2016  | Quinn, Pat                       | John Brian Patrick Quinn                                           | Bâtisseur |
| 2016  | Vachon, Rogatien                 |                                                                    | Joueur    |
| 2017  | Andreychuk, Dave                 | David John Andreychuk                                              | Joueur    |
| 2017  | Drake, Clare                     |                                                                    | Bâtisseur |
| 2017  | Goyette, Danielle                |                                                                    | Joueuse   |
| 2017  | Jacobs, Jeremy                   | Jeremy Maurice Jacobs, Sr.                                         | Bâtisseur |
| 2017  | Kariya, Paul                     | Paul Tetsuhiko Kariya                                              | Joueur    |
| 2017  | Recchi, Mark                     | Mark Louis Recchi                                                  | Joueur    |
| 2017  | Selänne, Teemu                   | Teemu Ilmari Selänne                                               | Joueur    |
| 2018  | Bettman, Gary                    | Gary Bruce Bettman                                                 | Bâtisseur |
| 2018  | Brodeur, Martin                  | Martin Pierre Brodeur                                              | Joueur    |
| 2018  | Hefford, Jayna                   |                                                                    | Joueuse   |
| 2018  | Iakouchev, Aleksandr             | Aleksandr Sergueïevitch Iakouchev                                  | Joueur    |
| 2018  | O'Ree, Willie                    | Willie Eldon O'Ree                                                 | Bâtisseur |
| 2018  | St-Louis, Martin                 |                                                                    | Joueur    |
| 2019  | Carbonneau, Guy                  | Joseph Harry Guy Carbonneau                                        | Joueur    |
| 2019  | Nedomanský, Václav               |                                                                    | Joueur    |
| 2019  | Wickenheiser, Hayley             |                                                                    | Joueuse   |
| 2019  | Zoubov, Sergueï                  | Sergueï Aleksandrovitch Zoubov                                     | Joueur    |
| 2019  | Rutherford, Jim                  | James Earl Rutherford                                              | Bâtisseur |
| 2020  | Hossa, Marián                    |                                                                    | Joueur    |
| 2020  | Iginla, Jarome                   |                                                                    | Joueur    |
| 2020  | Lowe, Kevin                      |                                                                    | Joueur    |
| 2020  | St-Pierre, Kim                   |                                                                    | Joueuse   |
| 2020  | Wilson, Doug                     | Douglas Wilson                                                     | Joueur    |
| 2020  | Holland, Ken                     | Kenneth Holland                                                    | Bâtisseur |
| 2022  | Alfredsson, Daniel               |                                                                    | Joueur    |
| 2022  | Carnegie, Herb                   | Herbert Henry Carnegie                                             | Bâtisseur |
| 2022  | Luongo, Roberto                  |                                                                    | Joueur    |
| 2022  | Sallinen, Riikka                 |                                                                    | Joueuse   |
| 2022  | Sedin, Daniel                    |                                                                    | Joueur    |
| 2022  | Sedin, Henrik                    |                                                                    | Joueur    |
| 2023  | Barrasso, Thomas                 | Thomas Patrick Barrasso                                            | Joueur    |
| 2023  | Ouellette, Caroline              |                                                                    | Joueuse   |
| 2023  | Lacroix, Pierre                  |                                                                    | Bâtisseur |
| 2023  | Lundqvist, Henrik                | Henrik Björn Lundqvist                                             | Joueur    |
| 2023  | Hitchcock, Kenneth               | Kenneth S. Hitchcock                                               | Bâtisseur |
| 2023  | Turgeon, Pierre                  | Pierre Julien Turgeon                                              | Joueur    |
| 2023  | Vernon, Michael                  |                                                                    | Joueur    |